# 주디와 데이트
주디와 데이트(A Date With Judy)는 미국에서 제작된 리처드 소프 감독의 1948년 코미디, 뮤지컬, 멜로/로맨스 영화이다. 월레스 비어리 등이 주연으로 출연하였고 조 패스터넉 등이 제작에 참여하였다.

## 출연

### 주연
- 월레스 비어리
- 제인 포웰
- 엘리자베스 테일러

### 조연
- 카르멘 미란다
- 자비에 쿠거
- 로버트 스택
- 스코티 베켓
- 셀레나 로일
- 레온 아메스
- 클린튼 선드버그
- 조지 클리브랜드
- 로이드 코리건
- 제리 헌터
- 폴리 베일리
- 폴 브래들리
- 펀 이근
- 베스 플라워스
- 율라 가이
- 버디 하워드
- 앨리스 켈리
- 해롤드 밀러
- 데이비드 넬슨
- 프란시스 파이어롯
- 마시아 반 다이크
- 릴리안 야보

## 제작진
- 세트: 리처드 피펄
- 세트: 에드윈 B. 윌리스
- 의상: 헬렌 로즈